# Águila de trueno Parte I
«Águila de trueno Parte I» es una canción compuesta por el músico argentino Luis Alberto Spinetta en 1976, incluida en el álbum Kamikaze de 1982, álbum ubicado en la posición nº 24 de la lista de los 100 mejores discos del rock argentino por la revista Rolling Stone. Está dedicada al líder quechua Túpac Amaru II, descuartizado por el Imperio Español, junto a su esposa y su hijo en el siglo XVIII, por haber encabezado un levantamiento indígena.
El tema fue compuesto en 1978, el igual que "Águila de trueno Parte II" y estuvo en la lista de temas para organizar el álbum A 18' del sol.

## La canción

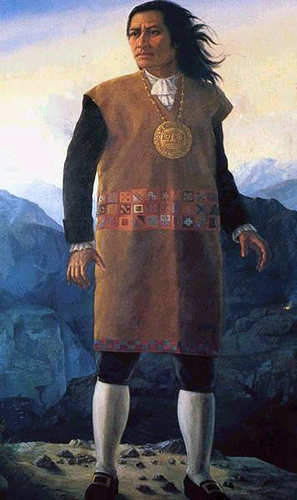
Túpac Amaru II, líder quechua que encabezó en el un gran levantamiento indígena contra el Imperio Español. El tema "Águila de trueno" está dedicada a él.

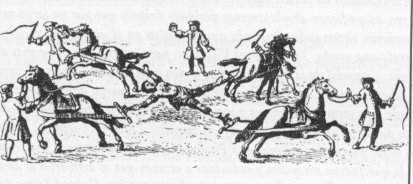
Ejecución de Túpac Amaru. Los dos temas de Spinetta se concentran en el momento de la tortura de Túpac Amaru.

La canción está incluida como tercer track del álbum Kamikaze grabado como solista por Luis Alberto Spinetta, donde está seguido de "Águila de trueno Parte II". Ambos temas están dedicados al líder quechua Túpac Amaru II (Gabriel Condorcanqui), que en el siglo XVIII lideró un levantamiento indígena contra el Imperio Español, en el territorio del antiguo Imperio Incaico con sede en Cuzco, para recuperar la independencia. Derrotado, tanto Túpac Amaru, como su esposa Micaela Bastidas y su hijo Hipólito, fueron torturados y mutilados en vida hasta morir. Ambas canciones fueron compuestas en 1978 y estuvieron en la lista de temas para organizar el álbum A 18' del sol, quedando finalmente fuera de la edición final.

Este es un mundo de monedas y cospeles. Y si no que den la cara los que pretendieron sólo el "oro superficial" que pudiese esconder el alma de un hombre ultrajado como el cacique Tupac Amarú.
Luis Alberto Spinetta (sobre interior del álbum Kamikaze).

Spinetta ha explicado que, las dos partes de "Águila de trueno", al igual que el tema "Kamikaze", están referidos al sacrificio y la valoración existencial de esa conducta humana. Como el álbum fue lanzado en abril de 1982, en coincidencia con la Guerra de Malvinas, el tema también fue resignificado para relacionarlo con las personas que dan la vida por una causa.
"Águila de trueño Parte I" tiene una tonalidad musical andina. La letra tiene dos partes: en la primera es el propio Túpac Amaru que habla en primera persona, mientras es descuartizado por los españoles, invocando al «águila de trueno» para que vaya a consolarlo; y en la segunda, un narrador colectivo pide que suenen los tambores y las campanas para «pedirle a Gabriel que se junte con su cuerpo, que junte su pobre cuerpo, que responde por nosotros».

El desmembramiento del Inca se describe dolorosamente, pero a Spinetta parece importarle otra cosa: su constitución en líder espiritual de su pueblo: “Este cuero ya se agota / pero no mi fe”. La canción no dirige su atención solo a lo que le hacen a Tupac Amaru sino también, y sobre todo, a lo que Tupac Amaru puede hacer ahora que la historia ha pasado sobre él: juntar su cuerpo y, principalmente, responder por los suyos.
José Miccio